# Jamey Sheridan
James Patrick Sheridan (ur. 12 lipca 1951 w Pasadenie) – amerykański aktor filmowy, teatralny i telewizyjny.

## Filmografia
- Distant thunder (1988) jako Moss
- Odważna matka: Historia Mary Thomas (A Mother’s Courage: The Mary Thomas Story, 1989) jako vrat Teda
- Rozdanie Shannona (Shannon’s Deal, 1989) jako Jack Shannon
- Stanley i Iris (Stanley & Iris, 1990) jako Joe
- Spisek w Boże Narodzenie (All I Want for Christmas, 1991) jako Michael O’Fallon
- Łowca talentów (Talent for the Game, 1991) jako Tim Weaveb
- Morderstwo na wysokości (Murder in High Places, 1991) jako Horn
- Obcy wśród nas (A Stranger Among Us, 1992) jako Nick
- Szepty w mroku (Whispers in the Dark, 1992) jako Doug McDowell
- Reguły zbrodni (Killer Rules, 1993) jako Marco/Mark
- Sherwood’s Travels (1994) jako Robert Sherwood
- Wiosenne przebudzenie (Spring Awakening, 1994) jako Martin
- Bastion (The Stand, 1994) jako Randall Flagg
- Szpital Dobrej Nadziei (Chicago Hope, 1994–2000) jako Dr. John Sutton (1995-1996)
- My Breast (1994) jako Nick De Stefano
- Dzika Ameryka (Wild America, 1997) jako Marty Stouffer, Sr.
- Burza lodowa (The Ice Storm, 1997) jako Jim Carver
- Echo burzy (The Echo of Thunder, 1998) jako Larry Ritchie
- Beauty (I, 1998) jako Lee Crompton
- Luminous Motion (1998) jako Ojciec
- Diabeł w czarnym stroju (Let the Devil Wear Black, 1999) jako Carl Lyne
- Ricky Nelson: Original Teen Idol (1999) jako Ozzie Nelson
- Zagubione dziecko (The Lost Child, 2000) jako Jack
- Rodzina Amati (The Amati Girls, 2000) jako Paul
- Hamlet (2000) jako Klaudiusz
- The Simian Line (2000) jako Paul
- Rain (IV, 2001) jako Tom
- Prawo i porządek: Zbrodniczy Zamiar (Law & Order: Criminal Intent, 2001) jako Kapitan James Deakins
- Życie jak dom (Life as a House, 2001) jako Peter Kimball
- Narzędzia zbrodni (Desert Saints, 2002) jako Scanlon
- Obserwator: Historia Susan Wilson (Video Voyeur: The Susan Wilson Story, 2002) jako Steve Glover
- Syriana (2005) jako Terry
- Sully (2016) jako Ben Edwards